# Schengen
Schengen è un comune del Lussemburgo sud-orientale. Fa parte del cantone di Remich, nel distretto di Grevenmacher. È sito sulle rive del fiume Mosella, nell'estremo sud-orientale del paese, in prossimità del punto di confine con Francia e Germania. Nel 2017 ha ottenuto il Marchio del patrimonio europeo.
Il 1º gennaio 2012 i comuni di Wellenstein e Burmerange si sono fusi con il comune di Schengen. Il capoluogo comunale è stato così spostato da Schengen a Remerschen.

## Geografia antropica

### Frazioni
Il territorio di Schengen comprende gli abitati di:
- Bech-Kleinmacher
- Burmerange
- Elvange
- Emerange
- Remerschen (capoluogo)
- Schengen
- Schwebsange
- Wellenstein
- Wintrange

## Economia
L'economia della zona è legata soprattutto alla produzione di vino.

## Acquis di Schengen
La cittadina deve la sua notorietà allo storico accordo sul superamento delle barriere alle frontiere, l'Accordo di Schengen, che cinque paesi europei vi stipularono il 16 giugno 1985, a bordo del battello "Princesse Marie-Astrid" sul fiume Mosella; l'accordo è parte dell'acquis di Schengen, che dal 1999 è integrato nel quadro istituzionale e giuridico dell'Unione europea.